# Three Dirty Dwarves
Three Dirty Dwarves est un jeu vidéo de type beat them all édité par Sega et développé par Appaloosa Interactive sorti en 1996 sur Sega Saturn et porté plus tard sur PC.

## Histoire
Le trio de nain courageux vont devoir secourir les enfants, ils sont téléportés dans un monde moderne et alors que nos héros ont eu la perte de leurs armes et armures et ils ont équipés des accessoires de sport. 
Chaque personnage dispose d'une arme, le nain à la peau verte (Corthag) est armé d'un fusil à pompe, le nain à la barbe noire (Greg) est armé d'une batte de baseball et le nain à la barbe brun (Taconic), se bat à l'aide d'une boule de bowling et d'une quille,.

## Accueil
- Game Revolution : 5 sur 10[3]